# Benara
Benara – szczyt na wyspie Majotta, niedaleko Madagaskaru. Jest to najwyższy szczyt tej francuskiej zbiorowości zamorskiej.